# Bunkrowiec

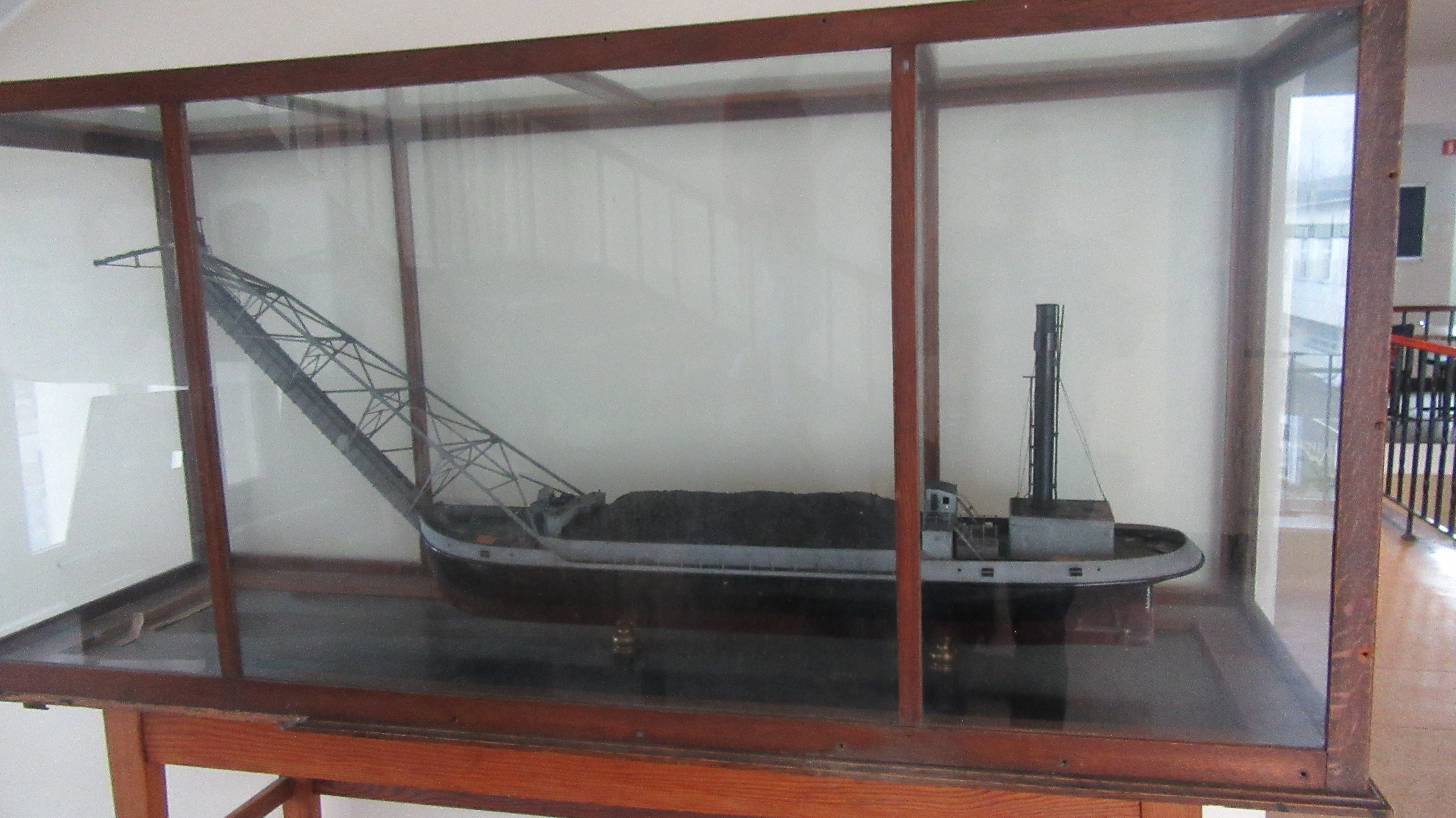
Model bunkrowca Robur VII, zwodowanego w 1937 dla polskiego przedsiębiorstwa Polskarob

Bunkrowiec – portowy statek o niewielkiej pojemności zaopatrujący parowce w paliwo (węgiel kamienny) i wodę kotłową. Zadania swoje wykonywał zazwyczaj na redzie lub w porcie z dala od nabrzeża. Wyposażony był w specjalne urządzenia przeładunkowe dźwigi z chwytakami, taśmociągi. Nazwą tą potem określano i większe jednostki spełniające te same zadania na pełnym morzu.
Współcześnie nazwą tą obejmuje się zbiornikowce zaopatrujące statki i okręty w morzu (najczęściej na redzie lub w portach z dala od nabrzeża) w paliwo ciekłe. Polskie bunkrowce malowane są, dla bezpieczeństwa, na charakterystyczny rdzawy kolor.